# Biocrón (paleontología)
Un biocrón (del griego bios, vida y cronos, tiempo) es el intervalo de tiempo correspondiente a la duración de una especie, otro taxón o de una biozona. Los biocronos reciben el mismo nombre del taxón o biozona a la que representan. Son unidades geocronológicas. Un caso particular de biocrón es la hémera, que es la duración del máximo desarrollo o acmé de una especie u otro taxón o de una epíbole o biozona de apogeo.
Un ejemplo con los ammonites, cuyo biocrón corresponde al Devónico-Cretácico (Dv-K) y su hémera al Jurásico-Cretácico [J-K] entendiéndose por el primero que su desarrollo desde su aparición hasta su extinción va desde el período Devónico hasta el Cretácico y por el segundo, que el máximo desarrollo que alcanzaron fue en los períodos Jurásico y Cretácico.

## Historia
El término biocrón fue acuñado por Henry Shaler Williams en 1901, para distinguirlo de geocrón (tiempo en el que se formó una unidad rocosa, término actualmente en desuso), con el ambíguo contenido de referirse tanto al tiempo en que vivió un taxón determinado como a la duración de una biozona (la duración de una biozona puede ser menor que la de los taxones que la definen).